# Município

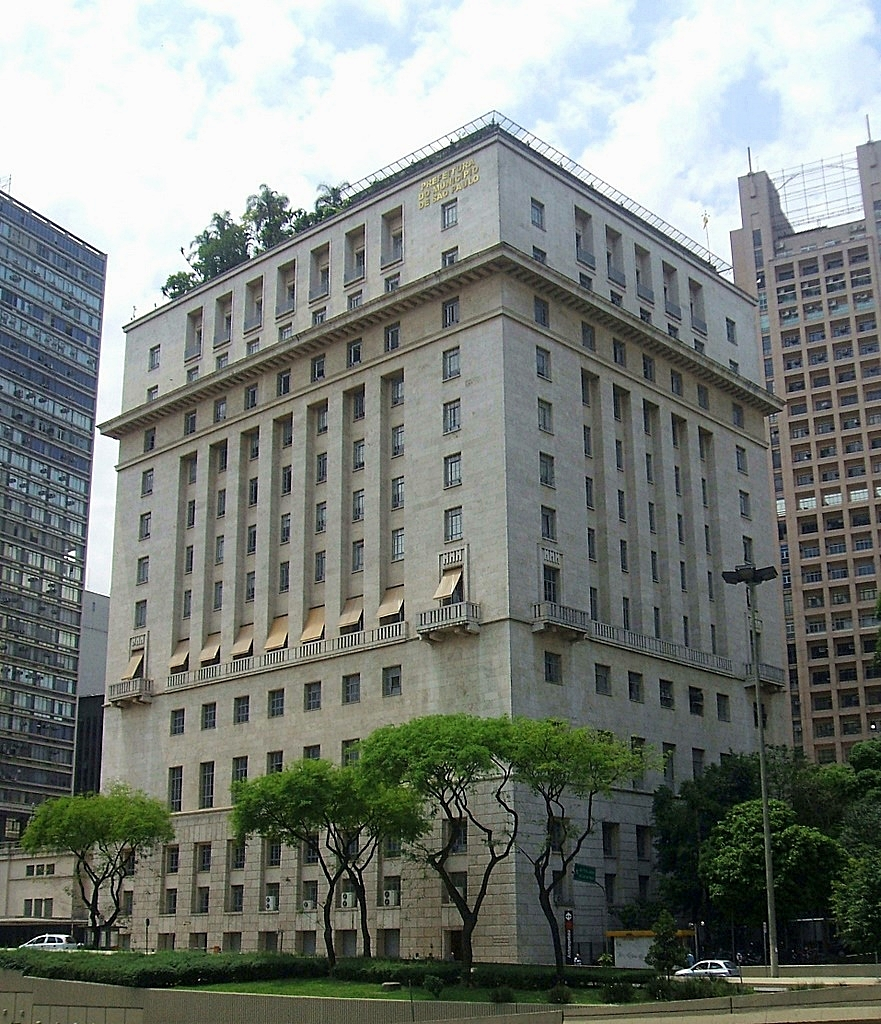
A sede da Prefeitura do Município de São Paulo

Um município é uma divisão administrativa com estatuto corporativo e que, geralmente, possui governo e (ou) jurisdição próprios. O termo município também é usado para significar a instituição dirigente de um município, como uma prefeitura.
Um município é uma subdivisão administrativa de uso geral, ao contrário de um distrito, que tem fins especiais. O termo é derivado do francês municipalité e do latim municipium, antiga designação romana. É um território dotado de personalidade jurídica e de certa autonomia, constituído por órgãos administrativos e políticos. Quando o território é designado pelo termo municipalidade, muitas vezes se implica que ele não tem, de fato, personalidade jurídica. Por "município", entende-se o espaço territorial político, por vezes com zona rural e urbanizada, dentro de um Estado e administrado por uma prefeitura.	
Em Portugal,  município é uma das autarquias locais estabelecidas na Constituição em vigor englobando um conjunto variável de freguesias, sendo seis deles constituídos apenas por uma freguesia. As "autarquias locais", também segundo a Constituição da República Portuguesa (CRP) de 1976, "são pessoas coletivas de base territorial, dotadas de órgãos representativos cujo objetivo é a promoção dos interesses próprios das populações respetivas" (artigo 235º). Para o Continente português, são definidas três categorias de autarquias locais: as freguesias, os municípios (substituindo a designação anterior de concelho) e as regiões administrativas (não tendo sido criada nenhuma região administrativa até ao presente) (artigo 236º). Enquanto as regiões administrativas não estiverem concretamente instituídas, a CRP prevê a manutenção da divisão distrital no espaço por elas não abrangido (artigo 291º). Nas Regiões Autónomas da Madeira e dos Açores, às quais a CRP confere autonomia, as autarquias locais compreendem apenas freguesias e municípios.
Também em Cabo Verde, as entidades oficiais distinguem os conceitos de concelho (“As Divisões Administrativas (...) em Cabo Verde são os Concelhos, correspondendo cada um dos territórios a uma divisão autárquica básica, o Município(...).”) e de município (“Municípios: Pessoas coletivas públicas territoriais dotadas de órgãos representativos das respetivas populações, que prosseguem os interesses próprios destas.”), embora seja frequente, entre leigos, a confusão entre “concelho” e “município”. 
No Brasil, a antiga designação de "concelho" foi abandonada e adotou-se a designação de "município" para ambos os conceitos. Atualmente o país tem 5 571 municípios (ver Municípios do Brasil). Juridicamente há 5 569 municípios legais, pois o IBGE conta como "municípios", para efeitos estatísticos, duas entidades a mais: Brasília, a capital federal, como cidade coextensiva ao Distrito Federal, e Fernando de Noronha, um distrito estadual de Pernambuco. O Distrito Federal é uma unidade da Federação que não é dividida em municípios, mas em regiões administrativas sem independência administrativa. A área central do Distrito Federal, onde se localizam os edifícios administrativos federais, é oficialmente chamada de Região Administrativa do Plano Piloto.
Em Timor-Leste, município é uma divisão administrativa de primeiro nível, equivalente às províncias portuguesas e aos estados brasileiros. Atualmente existem 12 municípios e 1 região administrativa especial, subdivididos em postos administrativos, e estes postos administrativos em sucos.

## Histórico
Antes de se fazer qualquer comentário histórico é necessário compreender a dinâmica do comportamento sociológico de nossa espécie. É possível que a organização do poder local tenha a ver com a própria genética humana, apesar das diferentes formas em que as sociedades se organizaram nos últimos milênios civilizatórios. A organização política e administrativa do poder local reflete, sob um certo aspecto, o espírito gregário e autóctone do gênero humano, cujos indivíduos, desde os momentos pré-históricos, buscaram se associar entre si para garantirem a própria sobrevivência no meio natural. A formação dos primeiros grupos sociais permitiu posteriormente a repartição de funções administrativas dos interesses coletivos dos núcleos familiares.
Com o advento da civilização, observou-se o aparecimento de diversas Cidades-Estados. Não somente os gregos antigos, como também outros povos, criaram laços fortes de identidade local, chegando a conferir o atributo de soberania às suas comunas e indo além dos limites da mera autonomia administrativa. Aliás, a própria formação originária do Estado na Antiguidade pode ser explicada pela constituição espontânea da cidade primitiva, confundindo-se esta com aquele num progressivo processo de multiplicação das necessidades sociais.
Apesar da gigantesca expansão imperial que atingiu três continentes, e praticamente toda a bacia do Mediterrâneo, Roma teria preservado, por doze séculos, as suas características básicas de Cidade-Estado, desde a sua fundação em 753 a.C. E, justamente para conseguir manter a paz sobre as regiões conquistadas, a República Romana organizou as comunidades em município ou municípios, conforme leciona o mestre Hely Lopes Meirelles:
"Os vencidos ficaram sujeitos, desde a derrota, às imposições do Senado, mas, em troca de sua sujeição e fiel obediência às leis romanas, a República lhes concedia certas prerrogativas que variavam de simples direitos privados (jus connubi, jus commerci, etc.) até o privilégio político de eleger os seus governantes e dirigir a própria cidade (jus suffragii). As comunidades que auferiam essas vantagens eram consideradas Municípios…"
Apesar do enfraquecimento da vida urbana ocorrida durante a Alta Idade Média, em que os feudos tornaram-se as unidades políticas da Europa, é possível que um resíduo das tradições institucionais romanas tenha sido mantido durante o longo período de ruralização. Deve-se para tanto considerar a própria origem do nome Município. Todavia, é preciso ponderar sobre a maneira distinta como se reorganizou o poder local com o renascimento da atividade comercial a partir do início do segundo milênio:
"Os burgos e as comunas juradas se alastraram a tal ponto de, a partir do século XII, comumente, o senhor feudal entender de conceder "cartas" garantindo aos habitantes da cidade de seu domínio os mesmos direitos dos "burgueses" e dos "cidadãos". E a carta escrita, precisando direitos e atestando o reencontro com a civilização. (…) Na Espanha e em Portugal, o sistema de "cartas de foral" ainda serviu para garantir a reocupação do território de onde era expulso o invasor árabe e, mesmo depois da recuperação da península, ainda o regime foraleiro continuou como forma instituidora dos "concelhos" locais." (GODOY, Mayr. A Câmara Municipal: Manual do Vereador. 2ª. ed. São Paulo: Leud, 1989, pág. 7)
Em Portugal, as Ordenações – Afonsinas, Manuelinas e Filipinas – vieram uniformizar e até mesmo restringir o poder local, estabelecendo as competências dos Concelhos. Conforme se observa no livro I, título LXVI das Ordenações Filipinas de 1595, os agentes reais receberam diversas atribuições, entre elas fazer benfeitorias públicas como a construção de calçadas, pontes, fortes, poços e outras obras de interesse da comunidade. Esse período de centralização administrativa e, por consequência, do enfraquecimento do poder local, parece que acompanhou o processo de surgimento dos Estados nacionais em quase toda a Europa do Ocidente até o século XIX.
Já nas Américas, o poder local desempenhou com muita eficiência o processo colonizador no que se refere à ocupação das terras e à fixação da população.
Nos séculos XIX e XX sucederam momentos de centralização e de descentralização política nos países civilizados do Ocidente. Como consequência das revoluções liberais houve períodos de maior autonomia do poder local. Entretanto, todo esse processo sofreu lamentáveis recuos com a implantação dos regimes autoritários e totalitários de ideologia nazi-fascista, o que pode ser observado através da leitura das constituições dos países e das próprias necessidades de fortalecimento do poder político central.
Na atualidade, entretanto, percebe-se no mundo uma preponderante tendência em rumo à descentralização. Ainda que o poder local esteja organizado de maneiras diferentes, com variadas designações, na prática as comunidades têm exercido a autonomia político-administrativa nas regiões mais desenvolvidas economicamente. Mesmo nos países de regime unitário, nota-se uma inclinação descentralizadora no que se refere à competência sobre assuntos que envolvem o cotidiano de cada cidadão e à eletividade dos representantes da comuna.
A Carta Europeia de Autonomia Local, aprovada em 1985 pelo Conselho da Europa, considerou no seu preâmbulo a organização do poder local como um dos principais fundamentos de todo regime democrático. Segundo o seu artigo 1º, deve o princípio da autonomia local ser reconhecido pela legislação interna dos países membros e, tanto quanto possível, pelas suas constituições.
Nos Estados Unidos, berço do federalismo e da democracia contemporânea, não houve a constitucionalização do poder local. A Constituição de 1787, caracterizada como sintética, não cuidou de detalhar a maioria dos assuntos e conferiu ao Estado-membro o poder para tratar de suas questões internas. Por isso, encontra-se uma enorme variedade organizacional e administrativa nas comunidades norte-americanas, diversificando-se de Estado para Estado, sendo que, em alguns destes entes, também não há nenhuma uniformidade do poder local. Não obstante, o local government é marcado profundamente pela autonomia e pela participação democrática da população que se baseia em suas arraigadas tradições políticas.
Observa-se assim que, no século XX, houve uma tendência de valorização em vários países no sentido de assegurar constitucionalmente a sua autonomia com o provável objetivo de promover a democracia e a estabilidade política. A Constituição do México deu uma especial atenção aos municípios em seu artigo 115 ao lhes conferir personalidade jurídica. A Constituição espanhola de 1978, oposta ao regime fascista de Franco, garantiu a autonomia do poder local em seu artigo 140, apesar de ter condicionado a sua organização política à aprovação de uma lei do governo central.
Também seguindo as mesmas inspirações democráticas realizou a democrática Constituição portuguesa de 1976, ao conferir autonomia política às autarquias locais, através de seu artigo 235º, n.º 2: "As autarquias locais são pessoas colectivas territoriais dotadas de órgãos representativos, que visam a prossecução de interesses próprios das populações respectivas."
As lideranças europeias atualmente têm entendido a importância de se promover nos centros urbanos mais povoados e nas zonas rurais uma democracia de proximidade capaz de reforçar a influência dos cidadãos sobre o seu cotidiano e nas atividades comunitárias. É o que se observa no incisos I do item 21 da Recomendação n.º 19 de 6 de dezembro de 2001 do Comitê de Ministros do Conselho da Europa: "Criar, a nível infra-comunitário, órgãos eleitos ou compostos por eleitos, dotados de funções consultivas e de informação e, eventualmente, de poderes executivos delegados"
Portanto, é mundial a tendência de descentralização administrativa-territorial, a qual vem se direcionando no sentido da democratização dos entes de Direito Público e da proximidade cada vez maior com o cidadão.

## Diferenças no conceito do que é um "município" em diferentes culturas
Município (em português) ou municipio (em espanhol) são subdivisões de países em várias nações hispanófonas e lusófonas, respectivamente. Muitas vezes são traduzidos como municipality em inglês. Na língua inglesa, um municipality é frequentemente definido como relacionado a uma única cidade ou vila; no entanto, em espanhol, o termo municipio pode não significar uma única cidade ou vila, mas sim uma jurisdição que abriga várias vilas e cidades, como ocorre nos condados, distritos ou paróquias de nações anglófonas.
No Reino Unido, o termo municipality era usado no país até que a Lei do Governo Local de 1972 entrou em vigor em 1974 na Inglaterra e no País de Gales, em 1975 na Escócia e 1976 na Irlanda do Norte, "tanto para uma cidade ou vila que é organizada para autogoverno sob uma corporação municipal, e também para o próprio corpo governante. Tal corporação na Grã-Bretanha consiste em um chefe como prefeito ou reitor, e de membros superiores, como vereadores e conselheiros". Desde a reorganização do governo local, a unidade de governo local na Inglaterra e Irlanda do Norte passou a ser os districts (distrito) e os boroughs (burgos, que existem apenas na Inglaterra), na Escócia as council areas (área de conselho), e no País de Gales, desde a década de 1990, os counties (condados) e county-boroughs (condados-burgos) . 
Nos Estados Unidos, municipality é geralmente entendido como uma cidade, vila, aldeia ou outra unidade de governo local, formada por estatuto municipal do estado como uma corporação municipal. Em um contexto de lei estadual, alguns códigos estaduais dos EUA definem municipality ("município") de forma mais ampla, indo do próprio estado da federação a quaisquer subdivisões políticas com jurisdição sobre uma área que pode incluir vários lugares povoados e lugares despovoados.
Já o termo italiano municipalità refere-se a uma única cidade ou a um grupo de cidades e vilas num município, e municipio é usado para subdivisões de cidades, mas o uso português do termo é quase inteiramente restrito a um conjunto de cidades ou vilas como ocorre nos condados das nações anglófonas e assim por diante. 
No Brasil, somente o distrito que é sede do município recebe o título de cidade. O município no Brasil é uma empresa pública com status de Entidade Federada.
Em muitos países, são utilizados termos cognatos de "comuna", referindo-se à comunidade que vive na área e ao interesse comum. Isso inclui termos: 
- em línguas românicas, como commune francesa (França, áreas de língua francesa da Bélgica e Suíça, países de língua francesa da África, por exemplo, Benin), comune italiana (Itália), comună romena (Romênia) e comuna espanhola (somente no Chile);
- em línguas germânicas, como alemão Kommune (no jargão político), sueco kommun (Suécia), faroês kommuna (Ilhas Faroé), norueguês e dinamarquês kommune (Noruega e Dinamarca);
- os cognatos mais remotos gemeente em holandês (Holanda), Gemeng em luxemburguês (Luxemburgo) e Gemeinde em alemão (o termo oficial; Alemanha);
- o finlandês kunta (Finlândia).
- o ucraniano Hromada e polonês gmina.

Os mesmos termos Gemeente (holandês) ou Gemeinde (alemão) podem ser usados para congregações ou paróquias, por exemplo, nas igrejas protestantes alemãs e holandesas.
Na Grécia, é usada a palavra Δήμος (demos), que também significa 'comunidade'; a palavra é conhecida em português por compor a palavra "democracia" (governo do povo).

## Como divisão territorial dentro da Lusofonia
Em geral, podem distinguir-se três tipos de municípios:
- Urbanos - municípios constituídos exclusivamente, ou quase, por território urbanizado;
- Rurais - municípios constituídos por um ou mais núcleos populacionais de pequenas dimensões e por território não urbanizado relativamente vasto;
- Mistos - municípios que compreendem quantidades significativas quer de território urbano, quer de território rural.

Em alguns países, e em algumas subdivisões de outros países (como alguns estados norte-americanos),[carece de fontes?] estes diferentes tipos estão separados por lei, constituindo diferentes unidades administrativas. Noutros, como em Portugal, todos os municípios são iguais perante a lei.

### Angola

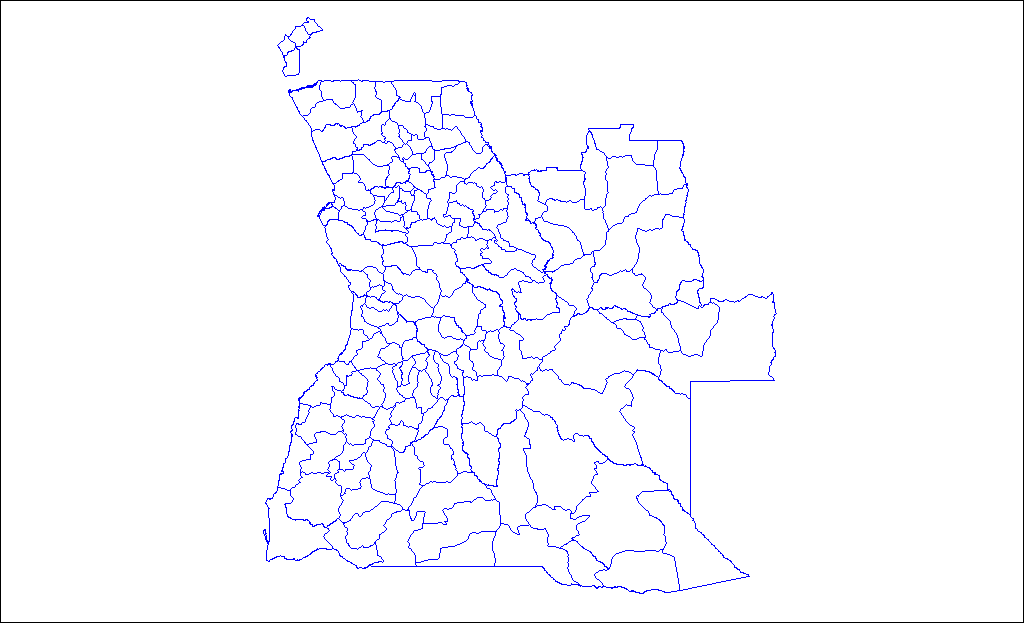
Mapa dos municípios de Angola.

Angola é composta de dezoito províncias, cada província está organizada em partes menores que são os municípios (um total de 164), eles, por sua vez, se dividem em partes ainda menores chamadas de comunas (518 no total), que equivalem as freguesias de Portugal e Cabo-Verde. As comunas podem ter uma ou mais cidades, vilas e aldeias em seu interior.
A constituição de 1975 não previa a existência de municípios, somente com a promulgação da Constituição de 1992 é que esse termo passou a ser utilizado, ocupando o lugar do concelho.

### Brasil
No Brasil, o município é a menor unidade político-administrativa existente, sendo todo o território nacional dividido em municípios, à exceção do Distrito Federal e do arquipélago de Fernando de Noronha, que é um distrito estadual de Pernambuco.

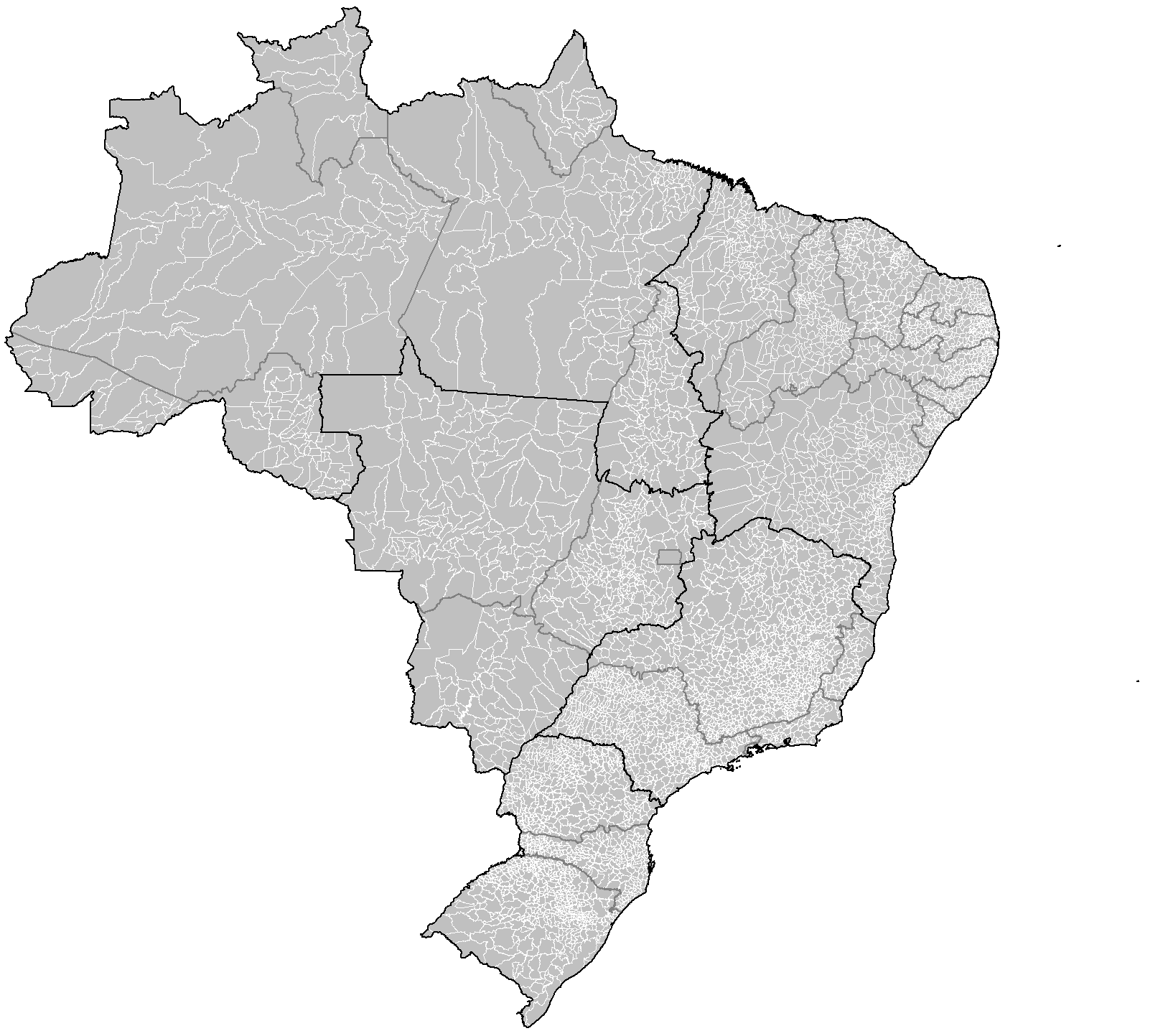
Divisão municipal do Brasil. Observe a alta densidade de municípios no litoral, especialmente nas regiões Sudeste e Sul, que são mais populosas. Note também a inexistência de divisões municipais no Distrito Federal

No caso do Brasil, o município é formado pela Prefeitura (órgão executivo) e pela Câmara municipal (órgão legislativo), sendo considerado um terceiro ente federativo; em Portugal, é composto pela Câmara Municipal (órgão executivo), a Assembleia Municipal (órgão legislativo) e, facultativamente, pelo Conselho municipal.
É o município quem cuida diretamente de vários aspectos práticos da vida da população, como registro de imóveis, de logradouros públicos menos importantes (ruas), asfaltamento das vias locais, a fiscalização do trânsito nos logradouros sob sua jurisdição, embora a legislação do trânsito seja federal. Provê também o ensino básico em suas escolas. Mantém postos de saúde para a sua população. Controla e fiscaliza o transporte público municipal (táxis, ônibus urbanos e outros meios de transporte coletivo). Provê e/ou fiscaliza a coleta de lixo domiciliar. Controla e fiscaliza as feiras livres.
As subdivisões administrativas do município, os distritos, são circunscrições submetidas ao poder da Prefeitura. Em muitos municípios, estes possuem pouca importância, e às vezes, nem mesmo existem. Normalmente um município só se subdivide em distritos quando dentro dele existem povoamentos expressivos em termos populacionais, mas que estão afastados da área urbana principal. Em geral, estes distritos, enquanto não forem integrados pelo crescimento natural da cidade, tendem a querer se transformar em novos municípios. Os bairros são subdivisões praticamente universais, e muito embora possam ser considerados análogos às freguesias portuguesas, quase sempre têm papel cultural e de localização geográfica, sendo politicamente nulos. Em todo caso, seja como for efetuada a administração municipal, o poder político executivo é exclusivamente do prefeito, sendo todos os outros auxiliares de sua indicação (cargos de confiança).
No Brasil, o município teve por base jurídica as Ordenações reinóis durante o período colonial. Sabe-se que o poder local na colônia portuguesa fazia-se representar através de Câmaras Municipais eleitas pela sociedade, embora fossem notavelmente influenciadas pelos interesses das elites fundiárias e, obviamente, não conheciam a moderna divisão dos poderes, visto que as mesmas autoridades exerciam funções de qualquer natureza.
Embora a Constituição Imperial de 1824 tivesse reconhecido com muito apreço o poder local, ao instituir as Câmaras Municipais em todas as cidades e vilas existentes, bem como as que se criassem no futuro, segundo dispunha o seu artigo 167, pôde-se verificar que o mesmo não foi contemplado pela Lei Regulamentar promulgada em 1º de outubro de 1828. Tal norma estabeleceu uma certa tutela sobre os municípios e não somente os esvaziou politicamente, como limitou as funções de suas Câmaras. Com o Ato Adicional de 12 de agosto de 1834, as velhas Câmaras passaram a se subordinar às Assembleias Provinciais.
Todavia, durante o centralizador período imperial, o Brasil, a exemplo de Portugal, conheceu um tipo organização inframunicipal – as Freguesias. Também denominadas Paróquias, tais entidades estavam intimamente ligadas à estrutura eclesiástica (na época o Brasil tinha o catolicismo como religião oficial) e de alguma maneira representavam as inúmeras comunidades espalhadas pelos municípios.
A primeira Constituição Republicana de 1891 foi omissa quanto à autonomia do poder local, pois caberia às constituições estaduais cuidarem do assunto. Surgiu com isso o centralismo político dos governadores estaduais, os quais costumavam intervir nas eleições municipais e até mesmo indicar quem exerceria o cargo de prefeito, prevalecendo-se muitas das vezes da penúria orçamentária e do uso da força policial.
A Constituição brasileira de 1934 conferiu à autonomia municipal amplitude e firmeza. O seu artigo 13 contemplou a defesa do "peculiar interesse" local, a eletividade dos prefeitos e vereadores, a decretação dos seus impostos e a organização dos seus serviços. Porém, sabe-se que a durabilidade da segunda Carta republicana não foi suficiente para se avaliar quais seriam os resultados das mudanças introduzidas. O golpe de 10 de novembro de 1937 implantou um sistema de centralismo político nacional que, inevitavelmente, feriu de maneira frontal a autonomia dos Municípios e cassou a eletividade dos prefeitos.
O Decreto-Lei nº 311, de 2 de março de 1938, em seu artigo 3º, a sede do município tem a categoria de cidade e lhe dá o nome e no artigo 4º, o distrito se designará pelo nome da respectiva sede, a qual, enquanto não for erigida em cidade, terá, a categoria de vila.
O Decreto Lei n.º 1/202 de 8 de abril de 1939, em seu artigo 5º, estabeleceu a tutela administrativa através da criação de um departamento específico para "assistir" os Estados e Municípios e, sobretudo, exercer o rígido controle sobre os seus atos.
Apesar de erroneamente no senso comum da população brasileira município ser associado ao conceito de cidade, munícipio não é sinônimo de cidade. Esta última, como dito acima, seria apenas o distrito-sede do município. Por exemplo, São Paulo, é o município mais populoso do Brasil com mais de 12 milhões de habitantes. Porém o município com maior extensão territorial, sendo inclusive maior do que vários países no mundo, é Altamira, no Pará, que é quase duas vezes maior que Portugal.
Com a redemocratização do país após o fim da Segunda Guerra Mundial, as aspirações municipalistas foram contempladas pela Constituição de 1946. A autonomia local foi então restaurada e fortalecida, já que houve uma equitativa distribuição dos poderes e a descentralização política, de modo a não comprometer a Federação, nem ferir a autonomia estadual e municipal.
Após o Golpe de 1964, a Constituição de 1967 e a sua Emenda de 1969, embora tivessem mantido o regime federativo, foram indiscutivelmente centralizadoras. Os prefeitos das capitais e estâncias hidrominerais eram nomeados pelos seus respectivos governadores ou, nos municípios declarados de interesse da soberania nacional, indicados diretamente pelo Presidente da República, o qual era indiretamente eleito. Somente os vereadores das capitais e de cidades com população acima de 100 mil habitantes é que podiam ser remunerados.
Já na Constituição promulgada em 5 de outubro de 1988, o município alcançou finalmente o patamar de terceiro ente da federação e teve a sua autonomia ampliada sob os aspectos político, administrativo e financeiro, segundo ficou estabelecido nos artigos 29 a 31, 156, 158 e 159.
Além de ser um marco no desenvolvimento histórico nacional, o município brasileiro atual, segundo a concepção de alguns juristas, tem as características mais progressistas sob o aspecto institucional. Isto porque talvez não se encontre em outro lugar do mundo uma instituição com as mesmas características do que o município brasileiro que tornou-se o terceiro ente federativo, embora até hoje dependente do repasse de recursos estaduais e federais.
Atualmente, o Brasil possui 5 570 municípios distribuídos em 26 estados da Federação. Segundo estimativa realizada pelo IBGE para 1º de julho de 2014, o menos populoso é Serra da Saudade, no estado de Minas Gerais, com 822 habitantes e o mais populoso é São Paulo, no estado de São Paulo, com 11 895 893 habitantes.

### Cabo Verde
Em Cabo Verde manteve-se a divisão territorial e administrativa herdada dos tempos portugueses. Na altura da independência existiam 14 concelhos, subdivididos em 31 freguesias. Posteriormente, alguns desses concelhos foram sucessivamente subdivididos, tendo Cabo Verde, desde 2005, 22 concelhos e 32 freguesias.
A nível administrativo, logo abaixo do governo, encontram-se os municípios, que administram os concelhos, e abaixo destes, as juntas de freguesia, que administram as freguesias. Os municípios, por sua vez, são constituídos por uma câmara municipal — órgão executivo — e por uma assembleia municipal — órgão deliberativo.

### Guiné-Bissau
A Guiné-Bissau está dividida em oito regiões e um sector autónomo. Estes, por sua vez, estão subdivididos em 37 sectores; que são ainda subdivididos em grupos menores denominados secções, equivalente as freguesias de Portugal e Cabo-Verde.
No sector funciona o município, cujos órgãos representativos são a assembleia municipal, como órgão deliberativo, e a câmara municipal, como órgão executivo; nas secções autárquicas, o órgão deliberativo é a assembleia dos moradores, e o executivo a comissão directiva dos moradores.

### Guiné Equatorial
De acordo com o Artigo 3 da Constituição da Guiné Equatorial, o país está dividido para fins administrativos e económicos em regiões, províncias, distritos e municípios. Na prática, as províncias funcionam como divisões administrativas de primeiro nível. Os municípios são subdivididos em conselhos de aldeia e comunidades de bairro. Muitas das entidades submunicipais estão agrupadas em distritos urbanos, que permanecem subordinados aos municípios e são distintos dos distritos propriamente ditos.

### Macau (China)
Durante o período de administração portuguesa, Macau esteve dividido em dois municípios ou concelhos (Concelho de Macau e o Concelho das Ilhas) e em sete freguesias. Estes concelhos eram administrados por uma câmara municipal e supervisionados por uma assembleia municipal.
Após a transferência de soberania, o novo Governo da RAEM aboliu os municípios e os seus órgãos municipais, criando provisoriamente o Município de Macau Provisório, o Município das Ilhas Provisório, a Câmara Municipal de Macau Provisória, a Câmara Municipal das Ilhas Provisória, a Assembleia Municipal de Macau Provisória e a Assembleia Municipal das Ilhas Provisória.
Em dezembro de 2001, estes municípios e órgãos provisórios foram abolidos, dando definitivamente lugar ao Instituto para os Assuntos Cívicos e Municipais (IACM), que está subordinado à Secretaria da Administração e Justiça. Ou seja na prática Macau se tornou um único município.As freguesias de Macau foram mantidas e passaram a ser reconhecidas pelo Governo como umas meras divisões regionais e simbólicas de Macau, não dispondo de quaisquer poderes administrativos.
Em 2018, a Assembleia Legislativa de Macau aprovou a Lei n.º 9/2018 que extinguiu o IACM e criou em seu lugar o Instituto para os Assuntos Municipais. Todas as funções do primeiro foram transferidas para a nova mesa e foi criado um novo conselho consultivo para assuntos municipais, composto por 25 membros. Isso entrou em vigor em 1º de janeiro de 2019.

### Moçambique
Em 2023 existiam 65 municípios em Moçambique, dos quais 33 foram criados em 1998, marcando o início de um processo de descentralização que deve levar ao estabelecimento progressivo de mais autarquias locais. Em 2 de abril de 2008, o governo moçambicano anunciou a criação de mais 10 municípios, um por província, tendo o mesmo processo sido repetido em 15 de Maio de 2013 e de novo em 2022 com a criação de mais 12 autarquias. A criação de municípios foi fundamentada na Constituição da República de Moçambique de 1990 e a Lei nº 2/97, de 18 de fevereiro, criou o quadro jurídico para a criação das autarquias locais.
Assim, são municípios as capitais provinciais (10), a cidade capital, também com estatuto provincial (Maputo), todas as outras cidades (12) e quatro vilas em cada província, excepto Cabo Delgado e Maputo com cinco cada (42). e mais 12 vilas em 2023.
Os municípios são governados por dois tipos de órgãos:
- Órgãos executivos, ou seja, o Conselho Municipal e o Presidente do Conselho Municipal, e
- Órgão representativo, a Assembleia Municipal

O Conselho Municipal é um órgão colegial que executa a gestão municipal. É constituído pelo Presidente do Conselho Municipal e por vereadores por ele escolhidos. O número de membros varia entre cinco e 17, dependendo do número de eleitores.
O Presidente do Conselho Municipal é o mais importante executor da gestão municipal, sendo eleito por um período de cinco anos por sufrágio directo e universal. Ele é o o primeiro nome da lista de candidatos que obtém o maior número de votos. O Presidente do Conselho Municipal selecciona o Conselho Municipal, que integra os vereadores, que consigo irão constituir a equipa gestora do município.
A Assembleia Municipal é eleita por sufrágio directo e universal para um mandato de cinco anos e a ela podem concorrer partidos, coligações ou grupos de cidadãos. O número de membros varia entre 13 e 71, dependendo do número de eleitores. Os mandatos são distribuídos proporcionalmente ao número de votos obtidos através do método de Hondt. Quanto às suas funções, a Assembleia Municipal delibera sobre as acções essenciais da gestão municipal e monitoriza a actividade dos órgãos executivos.

### São Tomé e Príncipe
Durante a era colonial o país estava dividido em dois concelhos (equivalente aos municípios na nomenclatura atual de Portugal), o concelho de São Tomé e o concelho de Príncipe, e estes por sua vez eram divididos em várias freguesias.
Após a independência em relação a Portugal estes concelhos foram elevados a condição de províncias, e as antigas freguesias deram lugar a distritos.
Ou seja, as províncias de São Tomé e Príncipe eram originalmente municípios.

### Portugal

Divisão municipal de Portugal.

A Constituição portuguesa de 1976 estabelece no Artigo 236.º que "...as autarquias locais são as freguesias, os municípios e as regiões administrativas", e no Artigo 252.º que "A câmara municipal é o órgão executivo colegial do município".
No presente, existem em Portugal 308 municípios (concelhos, na designação pré-1976). Os municípios portugueses, com área e população muito variável, estão divididos por sua vez num número variável de freguesias.
Depois das freguesias, os concelhos (municípios na designação oficial atual) portugueses são a subdivisão territorial mais consistente que o país teve ao longo dos seus 900 anos de história. Com origem nas cartas de foral que os reis atribuíam a certas terras e aos territórios limítrofes, de forma a estabelecer a sujeição destes apenas à Coroa, impedindo assim que fossem tomados como senhorios pelos aristocratas, o tipo de administração dos concelhos foi variando substancialmente ao longo do tempo. Foram-se criando uns, extinguindo outros, variando as suas competências e, em alguns, modificando o território. Porém, os concelhos permaneceram - primeiro, sujeitos a leis particulares a cada um deles, em obediência aos usos locais, e à vontade régia expressa no foral da terra, e depois sujeitos a leis nacionais gerais a partir do liberalismo oitocentista.[carece de fontes?]
No presente, os municípios portugueses são geridos por uma Câmara Municipal, como órgão executivo, e pela Assembleia Municipal, que é o órgão deliberativo. A Câmara é o órgão executivo que trata do governo e dos assuntos correntes do município. Consoante a população do município, a câmara municipal pode ser constituída por um número de vereadores ímpar entre 5 e 17 (em Lisboa), eleitos por sufrágio directo e universal em listas, partidárias ou não. O executivo é representativo, incluindo tipicamente vereadores eleitos por várias listas. A Assembleia é o "parlamento" do município, cuja competência principal é a fiscalização da actividade da câmara municipal. Parte dos seus membros, em número que varia com a população do município e também com o número de freguesias, é eleita por sufrágio directo e universal em listas que podem, ou não, ser partidárias, e a outra parte é composta por membros por inerência: os presidentes das juntas de freguesia do município.[carece de fontes?]
Segundo o constituinte português Jorge Miranda, professor catedrático do curso de Direito da Universidade de Lisboa, apesar da forma estatal permanecer unitária, Portugal tornou-se descentralizado política e administrativamente:
"Um dos aspectos mais inovadores e interessantes da Constituição de 1976 encontra-se na consideração da democracia como democracia descentralizada, particularmente no âmbito da descentralização territorial.(…) O Estado Português continua unitário (art. 6º, n.º 1), sem embargo de ser também descentralizado – ou seja, capaz de distribuir funções e poderes de autoridade por comunidades, outras entidades e centros de interesses existentes no seu seio. Descentralizado na tríplice dimensão do regime político-administrativo dos Açores e Madeira, do poder local ou sistema de municípios com outras autarquias de grau superior e inferior e ainda de todos aqueles que possam caber na "descentralização democrática da administração pública, segundo os arts. 6º, n.º1 e 267º, n.º2".

### Timor-Leste
Em termos administrativos, Timor-Leste encontra-se dividido em 14 municípios. Os actuais 14 municípios de Timor-Leste mantêm os limites dos 13 concelhos existentes durante os últimos anos do regime português, com excepção do município de Ataúro, que foi desmembrado do município de Díli em 1 de Janeiro de 2022. Cada um destes municípios possui uma cidade capital e é formado, por sua vez, por postos administrativos, variando o número destes entre três e sete, numa média de cinco postos administrativos por município.